# Ohorn
Ohorn és un municipi alemany que pertany a l'estat de Saxònia. Es troba a 2 kilòmetres a l'est de Pulsnitz i a 30 kilòmetres de Dresden. Es divideix en cinc parts: Fuchsbelle, Gickelsberg, Mitteldorf, Oberdorf i Röder.